# 佩爾森島

64°13′S 58°24′W / 64.217°S 58.400°W
佩爾森島（英語：Persson Island）是南極洲的島嶼，位於羅斯灣入口處，處於詹姆斯羅斯島西南面，長2.8公里，由瑞典探險隊發現，現時由南極條約體系管理。